# Одаленго-Гранде
Одаленго-Гранде (итал. Odalengo Grande) — коммуна в Италии, располагается в регионе Пьемонт, в провинции Алессандрия.
Население составляет 528 человек (2008 г.), плотность населения составляет 33 чел./км². Занимает площадь 16 км². Почтовый индекс — 15020. Телефонный код — 0142.
Покровителями коммуны почитаются святой Виктор Мавр, празднование 8 мая, и святой Кирик, празднование 15 июля.

## Демография
Динамика населения:

## Администрация коммуны
- Официальный сайт: